# Lambert Simnel
Lambert Simnel (ca. 1477-ca. 1525) fue un pretendiente al trono de Inglaterra. Su afirmación de ser Eduardo Plantagenet en 1487 constituyó una amenaza para el gobierno recién establecido por Enrique VII.

## Primeros años
Simnel nació en torno a 1477. Se desconoce su nombre real, aunque documentos contemporáneos se refieren a él como John, no Lambert, e incluso su apellido está bajo sospecha. Diferentes fuentes hacen diferentes afirmaciones sobre su origen, desde panadero y comerciante a constructor de órganos. En cualquier caso, parece que era de origen humilde. A los diez años, fue tomado como pupilo por un sacerdote formado en Oxford, de nombre Roger Simon (o Richard Symonds) que, aparentemente, había decidido convertirse en un fabricante de reyes. Educó al niño en modales cortesanos, y los contemporáneos describen al chico como atractivo. Fue preparado en cuestiones de etiqueta y bien formado por Symonds. Un contemporáneo le describió como "un chico tan culto que, si hubiera gobernado, lo hubiera hecho como un hombre culto."

## Pretendiente
Simon advirtió un tremendo parecido entre Lambert y los supuestamente asesinados hijos de Eduardo IV, así que trató de presentar a Simnel como Ricardo, duque de York, el menor de los desaparecidos "príncipes de la Torre". Sin embargo, al oír rumores de que el conde de Warwick había fallecido en la Torre de Londres, decidió cambiar sus planes. El Warwick auténtico tenía aproximadamente la misma edad y derechos al trono como hijo del Duque de Clarence, hermano de Eduardo IV.

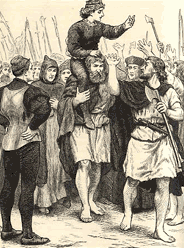
Lambert Simnel con sus seguidores en Irlanda

Simon extendió el rumor de que Warwick había conseguido escapar de la Torre y de que estaba bajo su custodia y consiguió el apoyo de los yorkistas. Llevó a Sinmel a Irlanda, donde la causa de York contaba aún con numerosos seguidores y le presentó al Lord Diputado, el conde de Kildare. Kildare estaba deseoso de invadir Inglaterra para derrocar a Enrique VII, así que se unió a Simnel. El 24 de mayo de 1487, Simnel fue coronado en la Catedral de Christ Church de Dublín como "Eduardo VI"; tenía diez años. Lord Kildare reclutó un ejército formado por soldados irlandeses al frente del cual situó a su hermano Thomas Geraldine.
Mientras, John de la Pole, conde de Lincoln, que había sido inicialmente designado sucesor de Ricardo III, se unió a la conspiración contra Enrique VII. Huyó a Borgoña, donde tenía su corte Margarita de York, tía del conde de Warwick y duquesa viuda de Borgoña, ante la que declaró que había tomado parte en la supuesta fuga del joven Warwick. Se reunió también con el vizconde Lovell, que había apoyado un fallido alzamiento yorkista en 1486. Margarita reclutó 2.000 mercenarios flamencos y los envió a Irlanda bajo el mando de Martin Schwartz, un notable militar de la época. Llegaron a Irlanda el 5 de mayo de 1487, mientras Enrique comenzaba a reunir tropas para hacer frente a la invasión.
El ejército de Simnel, formado principalmente por tropas irlandesas y flamencas, desembarcó en la zona de Furness, Lancashire, el 5 de junio de 1487, donde se les unieron algunos partidarios ingleses. De todos modos, la mayoría de la nobleza local, salvo Sir Thomas Broughton, no les apoyaron. El 16 de junio siguiente fueron derrotados por los realistas en la batalla de Stoke Field. Kildare fue capturado y Lincoln y Broughton perdieron la vida en el combate. Lovell desapareció; hubo rumores de que había escapado para evitar el castigo. Simons evitó la ejecución gracias a su condición de clérigo, pero fue encarcelado de por vida.
Enrique perdonó al joven Sinmel (probablemente porque había sido una marioneta en manos de los adultos) y le dio un trabajo en la cocina real como asador. Ya de adulto se convirtió en cetrero. Falleció en torno a 1525.
En 1996 fue publicado un artículo en el que se afirmaba que Sinmel fue realmente el rey Eduardo V, el mayor de los Príncipes de la Torre. Esto es altamente improbable, aunque el artículo aporta pruebas de que esa era la identidad pretendida de Sinmel, no la del conde de Warwick.